# Mike Bibby
Michael „Mike“ Bibby (* 13. Mai 1978 in Cherry Hill Township, New Jersey) ist ein ehemaliger US-amerikanischer Basketballspieler, der zuletzt bei den New York Knicks in der NBA spielte. Er ist 185 cm groß und spielte auf der Position des Point Guards.

## Karriere
Als Amateurspieler der University of Arizona verhalf Bibby den Wildcats 1997 zur NCAA-Meisterschaft und erzielte im Entscheidungsspiel 20 Punkte gegen die University of Kentucky. Beim NBA Draft 1998 wurde er als Zweiter von den Vancouver Grizzlies ausgewählt. Dort erzielte er in der ersten Saison im Durchschnitt 13,2 Punkte, 6,5 Assists und 2,7 Rebounds pro Spiel und wurde in das NBA All-Rookie First Team berufen. In den nächsten zwei Saisons verbesserte er sich und erzielte 14,5 sowie 15,9 Punkte pro Spiel. Ebenso verteilte er mit 8,4 Assists pro Spiel einen Karrierebestwert. Am 27. Juni 2001 wurde er und Brent Price gegen Jason Williams und Nick Anderson der Sacramento Kings getauscht.
Während der Saison 2001/02 führte Bibby die Sacramento Kings zum Western Conference-Finale, in dem die Mannschaft schließlich dem NBA-Meister Los Angeles Lakers unterlag. Aufgrund von Verletzungen konnte Bibby in der Saison 2002/03 nur bei 55 Spielen antreten, erzielte dennoch einen respektablen Punktedurchschnitt von 15,9 Punkten pro Spiel. Bei den Kings hatte Bibby an der Seite von Chris Webber und Peja Stojaković seine beste Zeit. 2002 erreichte man das Western-Conference-Finale, wo man knapp gegen die Los Angeles Lakers ausschied. Bibby war über die sieben Jahre in Sacramento ein wichtiger Scorer. Sein bestes Jahr für die Kings hatte Bibby in der Saison 2005–06, als er 21,1 Punkte pro Spiel erzielte.
Am 16. Februar 2008 wechselte Bibby zu den Atlanta Hawks. Auch in Atlanta war Bibby als regulärer Starter gesetzt, seine Leistungen nahmen jedoch mit den Jahren ab. Dort spielte er bis Februar 2011.
Am 24. Februar 2011 wurde Bibby zusammen mit Hilton Armstrong im Austausch für Kirk Hinrich, Maurice Evans, Jordan Crawford und einen Erstrunden-Pick zu den Washington Wizards transferiert. Seinen dortig noch gültigen Vertrag löste er im Einverständnis mit den Wizards auf und verzichtete auf 6,1 Millionen US-Dollar, um sogleich bei den Miami Heat zu unterzeichnen.
 Mit den Heat erreichte er 2011 das NBA-Finale, dort unterlag man jedoch den Dallas Mavericks.
Nach der Saison unterschrieb er einen neuen Vertrag bei den Knicks. Für diese absolvierte er 39 Spiele und erzielte 2,6 Punkte und 2,1 Assists pro Spiel.
2012 beendete Mike Bibby seine Karriere. Während seiner Karriere erzielte Bibby in 1001 Spielen, 14,7 Punkte, 3,1 Rebounds und 5,5 Assists.

## Privat
Der US-amerikanische Fußballspieler Robbie Findley ist ein Cousin von Bibby. Sein Vater Henry Bibby spielte zwischen 1972 und 1981 ebenfalls in der NBA. Ex NBA-Spieler Eddie House ist zudem mit Mike Bibbys Schwester verheiratet gewesen, die beiden spielten zusammen in Sacramento (Saison 2004–2005).